# Абидосские иероглифы

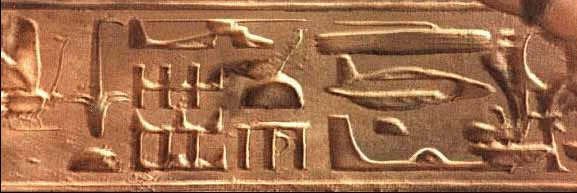
Абидосские иероглифы

Абидо́сские иеро́глифы — искажённые иероглифы, обнаруженные в одном из залов поминального храма фараона Сети I (в храмовом комплексе, посвящённом Осирису) древнего египетского города Абидоса, принимаемые уфологами за вертолёт, подводную лодку, дирижабль и планёр. Изображения представляют собой результат наложения двух иероглифических надписей, произошедшего из-за разрушения покрывавшей старую надпись штукатурки.

## Обнаружение и первые трактовки
Термином «абидосские иероглифы» обозначают рельефы, обнаруженные в XIX веке во время археологических раскопок в Абидосе в поминальном храме фараона Сети I на одной из балок, расположенных на высоте 8 метров в первом крытом зале (зале Осириса). Расшифровать их тогда не удалось.
До конца XX века иероглифы оставались неизвестны широкой общественности. Внимание к ним было привлечено уфологом Рут МакКинли-Ховер (англ. Ruth McKinley-Hover) в 1997 году, когда она опубликовала сделанные ей снимки в интернете и прокомментировала их как изображения современных вертолёта, танка и самолёта, что, по её мнению, доказывает событие палеоконтакта.
Заявление МакКинли-Ховер вызвало критику, а поскольку она не смогла предоставить негативы, научные критики высказали предположения о фальсификации. При этом сторонники палеоконтактов приняли эти фотографии в качестве аргумента в защиту своих взглядов.
Писатель Алан Ф. Элфорд (автор книги «Боги нового тысячелетия») сфотографировал рельеф балки в июне 1997 года и опубликовал снимки. В дальнейшем учёные убедились, что странные пиктограммы действительно присутствуют на храмовой балке, датируются периодом правления фараонов Сети I и Рамсеса II и расположены неподалеку друг от друга, образуя что-то похожее на единую надпись.
Когда существование рельефных изображений, похожих на технику XX века, было доказано, появились разные гипотезы об их происхождении. Одно из предположений гласило, что древние египтяне каким-то образом смогли заглянуть в будущее. Некоторые из сторонников альтернативных объяснений утверждают, что на балке храма Осириса изображены конкретные модели военной техники. Также есть люди, которые называют конкретный эпизод из современных военных конфликтов, якобы изображённый там.

## Объяснение артефакта
«Абидосские иероглифы» находятся в храме, построенным фараоном XIX династии Сети I и достроеным его сыном Рамсесом II. Изображения расположены на правой стороне продольного архитрава из песчаника, лежащего слева над вторым по счёту от входа межколонным пролётом главного центрального прохода первого зала храма.
Особенностью создания этого зала является то, что его достройка и формирование интерьера пришлись на время правления фараона Рамсеса II — сына Сети I. При этом использовались элементы, заготовленные ещё при Сети. В частности, установлены архитравы с надписями, содержавшими имена и титулы Сети I.
Египтологи, в частности, Кэтрин Гриффис Гринберг из Алабамского университета в Бирмингеме, исследовали абидосские иероглифы и обнаружили, что это палимпсест — прежняя надпись была замазана и поверх неё нанесена новая.
После смерти отца Рамсес II приказал изменить надписи, и новые иероглифы были нанесены по заштукатуренным упоминаниям о Сети I, начавшем строительство. За прошедшее с их создания время часть штукатурки растрескалась и частично осыпалась, в результате надписи превратились в бессмысленные рисунки, отдалённо похожие на изображения машин XX века.
Уфологи и другие люди увидели технику XX века в старых барельефах из-за парейдолии — свойства человеческого мозга находить знакомые образы в случайных пятнах.
Сторонники альтернативных науке концепций даже после закрытия сенсации (объяснения феномена) продолжают видеть в палимпсесте на балке абидосского храма изображения техники и находят в современных событиях моменты, якобы изображённые там.